# رافع بن الحسين الأقطع
أَمِيرُ العَرَبِ مُظاهِرُ الدَولَةِ أبو المُسَيَّبِ رَافِعُ بن الحُسَينُ بن حَمَّادُ الأقطع العُقَيلِي المعروف اختصارًا بِـ«رافع الأقطع» هو شاعرٌ وأديبٌ وفارسٌ وعالمٌ من أُمراء العرب في بغداد. وهو مُقيم الإمارة العقيليَّة في تكريت العراقيَّة وقد اشتُهر بِفرُوسيته وشعره.

## نسبه
هو: الأمير رَافِع بن الحُسَين بن حَمَّاد بن مَقَن بن المُقَلَّد الأكبر بن جَعفَر بن عَمرو بن المَهيَا بن عَبد الرَحمن بن يزِيد بن عَبد الله بن زَيد بن قَيس بن حُوثَة بن طَهقَة بن رُبَيعَة بن حُزْن بن عُبَادَة بن عُقَيل بن كَعَب بن رَبِيعَة بن عَامِر بن صَعصَعَة بن مُعَاوِيَة بن بَكر بن هَوَازِن بن مَنصُور بن عِكرَمَة بن خَصفَة بن قَيس عَيلَان بن مُضَر بن نِزَار بن مَعَد بن عَدنَان.
أمه: عَلَوِيَّةُ بِنت ملّد بن المُقَلَّد الأكبر بن جَعفَر بن عَمرو بن المَهيَا.

## سيرته
ولِدَ رافع بن الحسين بن حمَّاد في مدينة بغداد، لأسرةٍ من أصول عربيَّة بدويَّة وهم بنو عُقَيل، واشتهر رافع في بغداد فارساً وشاعراً، وكانت إحدى يديه مقطوعة إلا أنَّ هذا لم يمنعه من خوض المعارك، كانت مملكته البوازيج والسين وتكريت وكرمي والدور والقادسية، وكان شجاعاً شديد الغيرة على حُرَمه وإمائه.
كانت أم مظاهر الدولة هي علوية بنت ملّد، وكانت امرأةً كريمةً وعمرت، وكان فيه شحٌّ، وكانت تعاتبه في ذلك، وإن جرى تقصير في سياقاته تمَّمَتهُ من بيوتها وأحسنت إليهم.

شرب مظاهر الدولة ومعه جماعة من عبيده وبني عمه فجرت بين اثنين منهما منازعةٌ على السكر فنهض رافع ليخلص بينهما فضرب أحدهما بالسيف يده غلطاً فقطعها فذهبت هدراً. وقال في ذلك:
أقول وقد ألمت بي خطُوبٌمؤرِّقةٌ ففجّعت الصحَابَاأجلّ مصيبةٍ نزلت وليستنزاريةٍ لمن صدق الضراباولم يضرب يدي أحدٌ بسيفٍولكن القضاء لها أصابافإن عدمت يدي في الدهر خمسافما عدمت مكارمها العذاباأنا القرم الشجاع فتى حسينأُجلّي عن شموسكم الضماما
وظلَّت في يده قلعة تكريت حتى وفاته في رمضان من سنة 427 هـ، تاركاً خمسمائة ألف دينارٍ.

## شعره
شعره يغلب عليه طابع الفروسيَّة والغزل الرقيق.

## حواشٍ
1. ↑  واحدةٌ من سلسلة الممالك العُقيليَّة التي أقامها أمراء بني عقيل في العراق.

## انظُر أيضًا
- الشعر العربي